# Jarl André Storbæk
Jarl André Storbæk (Trysil, 21 settembre 1978) è un allenatore di calcio e calciatore norvegese, di ruolo difensore.

## Biografia
È il cugino secondo di Håvard Storbæk, anch'egli calciatore.

## Carriera

### Giocatore

#### Club

##### Gli inizi
Storbæk ha cominciato la carriera nel Nybergsund-Trysil, per trasferirsi poi nel 2000 al Raufoss, formazione della 1. divisjon. Ha debuttato per il nuovo club il 30 aprile, giocando nel successo per 1-2 sul campo dell'HamKam. Il 10 maggio è arrivata la prima rete per il nuovo club, sebbene inutile ai fini del risultato: è andato infatti in gol nella sconfitta per 3-2 contro lo Hønefoss. È rimasto in forza al Raufoss per quattro stagioni.

##### HamKam e Vålerenga
Nel 2004 è stato infatti acquistato dallo HamKam, all'epoca militante nell'Eliteserien. Ha esordito nella massima divisione norvegese il 12 aprile, giocando da titolare nel pareggio per 1-1 in casa del Sogndal. Il 20 maggio ha realizzato la prima rete per lo HamKam, contribuendo così al successo per 3-2 della sua squadra sul Fredrikstad.
Nel 2006, è stato ingaggiato dal Vålerenga. Ha debuttato il 9 aprile, nel pareggio per 0-0 contro l'Odd Grenland. Il 22 maggio ha siglato la rete del definitivo 1-1 contro la sua ex-squadra dell'HamKam. Il 26 luglio ha esordito nella Champions League 2006-2007, seppure nei turni preliminari: è stato infatti titolare nella sconfitta per 3-1 in casa del Mladá Boleslav. Ha fatto parte della squadra che ha vinto il Norgesmesterskapet 2008 e così, nel 2009, ha avuto l'opportunità di giocarsi la Superfinalen, dove il Vålerenga è stato sconfitto per 3-1 dallo Stabæk.

##### Le esperienze all'estero
Nel 2010, è stato acquistato dai greci del Panaitolikos. Nel corso dello stesso anno, però, è passato ai danesi del SønderjyskE. Ha debuttato nella Superligaen il 18 luglio, quando è stato titolare nella sconfitta per 1-3 contro il Copenaghen. Il 6 agosto 2011, è arrivata la prima rete: è andato infatti a segno nel successo per 3-1 sull'Aarhus.

##### Il ritorno in Norvegia
Il 27 agosto 2012, è stato ufficializzato il suo ritorno in Norvegia, per militare nelle file dello Strømsgodset. Ha firmato un contratto della durata di due anni e mezzo con il nuovo club. È tornato a calcare i campi dell'Eliteserien in data 2 settembre, impiegato come titolare nel pareggio per 1-1 sul campo del Sogndal. Il 21 ottobre 2012 ha realizzato la prima rete con questa maglia, nel pareggio per 1-1 contro il Molde. Ha fatto parte della squadra che ha vinto il campionato 2013. Il 13 novembre 2014, lo Strømsgodset ha comunicato che il contratto di Storbæk, in scadenza a fine anno, non sarebbe stato rinnovato.
Il 24 gennaio 2015 ha firmato allora un contratto triennale con il Nybergsund-Trysil, squadra militante nella 2. divisjon e con cui aveva cominciato la carriera.

#### Nazionale
Storbæk conta 17 presenze per la Norvegia. Ha debuttato il 22 gennaio 2005: è stato infatti titolare nella sfida amichevole contro il Kuwait, conclusasi con un pareggio per 1-1.

### Allenatore
Il 2 dicembre 2016 è stato nominato nuovo allenatore del Nybergsund-Trysil, a partire dal 1º gennaio 2017.

## Statistiche

### Presenze e reti nei club
Statistiche aggiornate al 12 dicembre 2016.
| Stagione                 | Club                     | Campionato               | Campionato | Campionato | Coppe nazionali | Coppe nazionali | Coppe nazionali | Coppe continentali | Coppe continentali | Coppe continentali | Supercoppe | Supercoppe | Supercoppe | Totale | Totale |
| Stagione                 | Club                     | Comp                     | Pres       | Reti       | Comp            | Pres            | Reti            | Comp               | Pres               | Reti               | Comp       | Pres       | Reti       | Pres   | Reti   |
| ------------------------ | ------------------------ | ------------------------ | ---------- | ---------- | --------------- | --------------- | --------------- | ------------------ | ------------------ | ------------------ | ---------- | ---------- | ---------- | ------ | ------ |
| 1999                     | Nybergsund-Trysil        | 2D                       | ?          | ?          | CN              | ?               | ?               | -                  | -                  | -                  | -          | -          | -          | ?      | ?      |
| 2000                     | Raufoss                  | 1D                       | 25         | 1          | CN              | ?               | ?               | -                  | -                  | -                  | -          | -          | -          | ?      | ?      |
| 2001                     | Raufoss                  | 1D                       | 30         | 2          | CN              | ?               | ?               | -                  | -                  | -                  | -          | -          | -          | ?      | ?      |
| 2002                     | Raufoss                  | 1D                       | 29         | 2          | CN              | ?               | ?               | -                  | -                  | -                  | -          | -          | -          | ?      | ?      |
| 2003                     | Raufoss                  | 1D                       | 29         | 5          | CN              | ?               | ?               | -                  | -                  | -                  | -          | -          | -          | ?      | ?      |
| Totale Raufoss           | Totale Raufoss           | Totale Raufoss           | 113        | 10         |                 | ?               | ?               |                    | -                  | -                  |            | -          | -          | ?      | ?      |
| 2004                     | HamKam                   | ES                       | 25         | 4          | CN              | 5               | 0               | -                  | -                  | -                  | -          | -          | -          | 30     | 4      |
| 2005                     | HamKam                   | ES                       | 26         | 1          | CN              | 5               | 0               | -                  | -                  | -                  | -          | -          | -          | 31     | 1      |
| Totale HamKam            | Totale HamKam            | Totale HamKam            | 51         | 5          |                 | 10              | 0               |                    | -                  | -                  |            | -          | -          | 61     | 5      |
| 2006                     | Vålerenga                | ES                       | 26         | 3          | CN              | 3               | 2               | UCL                | 2                  | 0                  | -          | -          | -          | 31     | 5      |
| 2007                     | Vålerenga                | ES                       | 26         | 3          | CN              | 3               | 0               | CU                 | 6                  | 1                  | -          | -          | -          | 35     | 2      |
| 2008                     | Vålerenga                | ES                       | 18         | 1          | CN              | 6               | 0               | -                  | -                  | -                  | -          | -          | -          | 24     | 1      |
| 2009                     | Vålerenga                | ES                       | 29         | 2          | CN              | 6               | 1               | UEL                | 1                  | 0                  | SN         | 1          | 0          | 37     | 3      |
| Totale Vålerenga         | Totale Vålerenga         | Totale Vålerenga         | 99         | 9          |                 | 18              | 3               |                    | 9                  | 1                  |            | 1          | 0          | 127    | 13     |
| gen.-giu. 2010           | Panaitolikos             | BE                       | 13         | 0          | CG              | ?               | ?               | -                  | -                  | -                  | -          | -          | -          | ?      | ?      |
| 2010-2011                | SønderjyskE              | SL                       | 31         | 0          | CD              | ?               | ?               | -                  | -                  | -                  | -          | -          | -          | ?      | ?      |
| 2011-2012                | SønderjyskE              | SL                       | 31         | 3          | CD              | 2               | 0               | -                  | -                  | -                  | -          | -          | -          | 33     | 3      |
| lug.-ago. 2012           | SønderjyskE              | SL                       | 6          | 1          | CD              | 0               | 0               | -                  | -                  | -                  | -          | -          | -          | 6      | 1      |
| Totale SønderjyskE       | Totale SønderjyskE       | Totale SønderjyskE       | 68         | 4          |                 | ?               | ?               |                    | -                  | -                  |            | -          | -          | ?      | ?      |
| ago.-dic. 2012           | Strømsgodset             | ES                       | 10         | 2          | CN              | -               | -               | -                  | -                  | -                  | -          | -          | -          | 10     | 2      |
| 2013                     | Strømsgodset             | ES                       | 26         | 4          | CN              | 0               | 0               | UEL                | 2                  | 0                  | -          | -          | -          | 28     | 4      |
| 2014                     | Strømsgodset             | ES                       | 23         | 0          | CN              | 2               | 0               | UCL                | 2                  | 0                  | -          | -          | -          | 27     | 0      |
| Totale Strømsgodset      | Totale Strømsgodset      | Totale Strømsgodset      | 59         | 6          |                 | 2               | 0               |                    | 4                  | 0                  |            | -          | -          | 65     | 6      |
| 2015                     | Nybergsund-Trysil        | 2D                       | 25         | 4          | CN              | 1               | 0               | -                  | -                  | -                  | -          | -          | -          | 26     | 4      |
| 2016                     | Nybergsund-Trysil        | 2D                       | 26         | 2          | CN              | 1               | 1               | -                  | -                  | -                  | -          | -          | -          | 27     | 3      |
| Totale Nybergsund-Trysil | Totale Nybergsund-Trysil | Totale Nybergsund-Trysil | ?          | ?          |                 | ?               | ?               |                    | -                  | -                  |            | -          | -          | ?      | ?      |
| Totale                   | Totale                   | Totale                   | ?          | ?          |                 | ?               | ?               |                    | 13                 | 1                  |            | 1          | 1          | ?      | ?      |

### Cronologia presenze e reti in Nazionale
| Cronologia completa delle presenze e delle reti in nazionale ― Norvegia | Cronologia completa delle presenze e delle reti in nazionale ― Norvegia | Cronologia completa delle presenze e delle reti in nazionale ― Norvegia | Cronologia completa delle presenze e delle reti in nazionale ― Norvegia | Cronologia completa delle presenze e delle reti in nazionale ― Norvegia | Cronologia completa delle presenze e delle reti in nazionale ― Norvegia | Cronologia completa delle presenze e delle reti in nazionale ― Norvegia | Cronologia completa delle presenze e delle reti in nazionale ― Norvegia |
| Data                                                                    | Città                                                                   | In casa                                                                 | Risultato                                                               | Ospiti                                                                  | Competizione                                                            | Reti                                                                    | Note                                                                    |
| ----------------------------------------------------------------------- | ----------------------------------------------------------------------- | ----------------------------------------------------------------------- | ----------------------------------------------------------------------- | ----------------------------------------------------------------------- | ----------------------------------------------------------------------- | ----------------------------------------------------------------------- | ----------------------------------------------------------------------- |
| 22-1-2005                                                               | Madinat al-Kuwait                                                       | Kuwait                                                                  | 1 – 1                                                                   | Norvegia                                                                | Amichevole                                                              | -                                                                       |                                                                         |
| 28-1-2005                                                               | Amman                                                                   | Giordania                                                               | 0 – 0                                                                   | Norvegia                                                                | Amichevole                                                              | -                                                                       |                                                                         |
| 20-4-2005                                                               | Tallinn                                                                 | Estonia                                                                 | 1 – 2                                                                   | Norvegia                                                                | Amichevole                                                              | -                                                                       |                                                                         |
| 26-1-2006                                                               | San Francisco                                                           | Messico                                                                 | 2 – 1                                                                   | Norvegia                                                                | Amichevole                                                              | -                                                                       |                                                                         |
| 24-3-2007                                                               | Oslo                                                                    | Norvegia                                                                | 1 – 2                                                                   | Bosnia ed Erzegovina                                                    | Qual. Euro 2008                                                         | -                                                                       |                                                                         |
| 28-3-2007                                                               | Francoforte                                                             | Turchia                                                                 | 2 – 2                                                                   | Germania                                                                | Qual. Euro 2008                                                         | -                                                                       |                                                                         |
| 2-6-2007                                                                | Oslo                                                                    | Norvegia                                                                | 4 – 0                                                                   | Malta                                                                   | Qual. Euro 2008                                                         | -                                                                       |                                                                         |
| 6-6-2007                                                                | Oslo                                                                    | Norvegia                                                                | 4 – 0                                                                   | Ungheria                                                                | Qual. Euro 2008                                                         | -                                                                       |                                                                         |
| 22-8-2007                                                               | Oslo                                                                    | Norvegia                                                                | 2 – 1                                                                   | Argentina                                                               | Amichevole                                                              | -                                                                       |                                                                         |
| 8-9-2007                                                                | Chișinău                                                                | Moldavia                                                                | 0 – 1                                                                   | Norvegia                                                                | Qual. Euro 2008                                                         | -                                                                       |                                                                         |
| 12-9-2007                                                               | Oslo                                                                    | Norvegia                                                                | 2 – 2                                                                   | Grecia                                                                  | Qual. Euro 2008                                                         | -                                                                       |                                                                         |
| 17-10-2007                                                              | Sarajevo                                                                | Bosnia ed Erzegovina                                                    | 0 – 2                                                                   | Norvegia                                                                | Qual. Euro 2008                                                         | -                                                                       |                                                                         |
| 17-11-2007                                                              | Oslo                                                                    | Norvegia                                                                | 1 – 2                                                                   | Turchia                                                                 | Qual. Euro 2008                                                         | -                                                                       |                                                                         |
| 21-11-2007                                                              | Ta' Qali                                                                | Malta                                                                   | 1 – 4                                                                   | Norvegia                                                                | Qual. Euro 2008                                                         | -                                                                       |                                                                         |
| 6-2-2008                                                                | Wrexham                                                                 | Galles                                                                  | 3 – 0                                                                   | Norvegia                                                                | Amichevole                                                              | -                                                                       |                                                                         |
| 26-3-2008                                                               | Podgorica                                                               | Montenegro                                                              | 3 – 1                                                                   | Norvegia                                                                | Amichevole                                                              | -                                                                       |                                                                         |
| 28-5-2008                                                               | Oslo                                                                    | Norvegia                                                                | 2 – 2                                                                   | Uruguay                                                                 | Amichevole                                                              | -                                                                       |                                                                         |
| Totale                                                                  |                                                                         | Presenze                                                                | 17                                                                      |                                                                         | Reti                                                                    | 0                                                                       |                                                                         |

## Palmarès
- Coppa di Norvegia: 1

Vålerenga: 2008
- Campionato norvegese: 1

Strømsgodset: 2013